# Сулеювек
Сулею́век (пол. Sulejówek) — місто в центральній Польщі.
Належить до Мінського повіту Мазовецького воєводства.
Належить до Варшавської агломерації.

## Демографія
Демографічна структура станом на 31 березня 2011 року:
|          | Загалом | Допрацездатний вік | Працездатний вік | Постпрацездатний вік |
| -------- | ------- | ------------------ | ---------------- | -------------------- |
| Чоловіки | 9052    | 1787               | 6170             | 1095                 |
| Жінки    | 10196   | 1817               | 5994             | 2385                 |
| Разом    | 19248   | 3604               | 12164            | 3480                 |